# ドゥヒンガ
ドゥヒンガ（満洲語: ᡩᡠᡥᡳᠩᡤᠠ、転写：duhingga、都興阿、生年不詳 - 1875年）は、清朝の軍人・官僚。字は直夫。満洲正白旗人。ゴベイル氏（gobeir hala、郭貝爾氏）。

## 略歴
1853年、センゲリンチンに従って太平天国の北伐軍を破り、京口副都統の職を授かった。その後、湖北省に救援に赴いて功績をあげて、バトゥルの称号を得た。1858年、太湖を回復し荊州将軍となったが、李続賓が三河の戦いで敗れたため宿松に退いた。
1860年、アロー戦争でイギリス・フランス連合軍が北京に迫ると、救援を命ぜられ寿州に至った。和議が成立すると揚州への駐屯を命ぜられ、江北の軍務を統括した。1864年、西安将軍・陝甘総督代理に転出。1865年には盛京将軍に任命された。盛京将軍として馬賊退治に功績を上げた。1868年、張宗禹率いる西捻軍が北京に迫ると、欽差大臣として援軍に赴いた。盛京将軍在任中に死去。清愨の諡号を贈られた。